# Coupe Mitropa 1960
Navigation
Édition précédente Édition suivante
La Coupe Mitropa 1960 est la vingt-et-unième édition de la Coupe Mitropa. Elle est disputée par trente clubs provenant de cinq pays européens, soit six club par pays. Le format est particulier car les clubs jouent pour leur pays. Quinze confrontations entre adversaires étrangers sont tirées au sort, les équipes s'affrontant deux fois (aller-retour). Les points obtenus par chaque club sont totalisés pour le pays représenté. Les six clubs hongrois, avec 17 points, huit matchs gagnés, un nul et trois défaites, donnent la victoire à la Hongrie. C'est la seule édition disputée sous ce format.

## Compétition

### Matchs joués
Les matchs sont joués les 3 et 4 juillet 1960.
| Équipe 1           | Score         | Équipe 2               | Aller | Retour |
| ------------------ | ------------- | ---------------------- | ----- | ------ |
| Wiener SC          | 2 pts - 2 pts | Dukla Prague           | 2 - 1 | 1 - 2  |
| LASK Linz          | 0 pt - 4 pts  | Sparta Prague          | 1 - 3 | 1 - 3  |
| First Vienna       | 0 pt - 4 pts  | Vasas                  | 2 - 3 | 1 - 3  |
| Ferencváros        | 2 pts - 2 pts | 1. Simmeringer SC      | 1 - 2 | 5 - 1  |
| Udinese            | 2 pts - 2 pts | Austria Vienne         | 2 - 0 | 2 - 4  |
| Vojvodina          | 3 pts - 1 pt  | Wiener AC              | 2 - 2 | 5 - 0  |
| Tatabányai Bányász | 3 pts - 1 pt  | Ruda Hvezda Bratislava | 2 - 1 | 3 - 3  |
| Spartak Trnava     | 2 pts - 2 pts | Rome                   | 2 - 0 | 0 - 1  |
| Baník Ostrava      | 2 pts - 2 pts | OFK Belgrade           | 2 - 1 | 2 - 3  |
| Partizan Belgrade  | 2 pts - 2 pts | Slovan Bratislava      | 2 - 1 | 1 - 4  |
| Palerme            | 2 pts - 2 pts | Diósgyőri              | 1 - 2 | 2 - 0  |
| Újpest FC          | 2 pts - 2 pts | Fiorentina             | 0 - 1 | 2 - 0  |
| FK Sarajevo        | 0 pt - 4 pts  | MTK Budapest           | 1 - 2 | 1 - 2  |
| Velež Mostar       | 4 pts - 0 pt  | Alessandria            | 4 - 1 | 2 - 1  |
| Hajduk Split       | 4 pts - 0 pt  | Bologna                | 3 - 1 | 1 - 0  |

### Classement
| Rang | Équipe          | Pts | J  | G | N | P | Bp | Bc | Diff |
| ---- | --------------- | --- | -- | - | - | - | -- | -- | ---- |
| 1    | Hongrie         | 17  | 12 | 8 | 1 | 3 | 25 | 16 | +9   |
| 2    | Yougoslavie     | 15  | 12 | 7 | 1 | 4 | 26 | 18 | +8   |
| 3    | Tchécoslovaquie | 13  | 12 | 6 | 1 | 5 | 24 | 18 | +6   |
| 4    | Italie          | 8   | 12 | 4 | 0 | 8 | 12 | 20 | -8   |
| 5    | Autriche        | 7   | 12 | 3 | 1 | 8 | 17 | 32 | -15  |